# SpaceX Kestrel

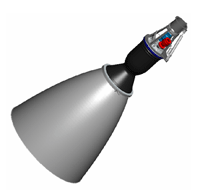
Uma impressão artística em CGI de um motor Kestrel

O Kestrel foi um  motor de foguete de combustível líquido usando a combinação LOX / RP-1 como propelentes, num ciclo de tanque pressurizado. O motor Kestrel foi desenvolvido pela SpaceX nos anos 2000 para ser usado no estágio superior do foguete Falcon 1. O Kestrel não é mais fabricado; o último voo do Falcon 1 foi em 2009.[carece de fontes?]